# 김종범
김종범(1990년 9월 20일 ~)은 한국 프로 농구 부산 KT 소닉붐 소속 농구 선수이다. 2012년 KBL 드래프트에서 2라운드 2순위로 고양 오리온스에 지명되었다. 하지만 고양 오리온스(랜스 골번, 전태풍, 김승원, 김종범)와 부산 KT 소닉붐(앤서니 리처드슨, 김도수, 장재석, 임종일)의 4:4트레이드로 부산 KT 소닉붐으로 트레이드 되었고., 원주 동부 프로미 소속이였던 이광재의 사인 앤 트레이드로 김현중과 함께 원주 동부 프로미로 이적하였다. 2016년 FA를 통해 부산 kt 소닉붐로 이적했다

## 수상 내역
- 2009 MBC 전국대학농구대회 신인상